# Cirriphora pharaonana
Cirriphora pharaonana är en fjärilsart som beskrevs av Vincenz Kollar 1858. Cirriphora pharaonana ingår i släktet Cirriphora och familjen vecklare. Inga underarter finns listade i Catalogue of Life.